# Poule d'Essai des Pouliches
La Poule d'Essai des Pouliches es una carrera de caballos que se disputa en el mes de mayo en el hipódromo de ParisLongchamp.
Es una carrera de Grupo 1 reservada a potrancas de 3 años que se corre sobre los 1,600 metros de la pista principal (grande piste) y está dotada con 500,000 € en premios. Es el equivalente francés a las 1000 Guineas, del Reino Unido, y del Premio Valderas - Poule de Potrancas de España. 

## Historia
La primera edición se disputó en 1883, al igual que la Poule d'Essai des Poulains, su equivalente para los potros machos. Anteriormente, potros y potrancas corrían la misma carrera, la Poule d'Essai, que se comenzó a disputar en 1840 en el Champ-de-Mars de París, hasta 1857 que comenzó a disputarse en el hipódromo de ParisLongchamp.
La Poule d'Essai des Pouliches es el otro gran clásico de primavera para las potrancas, junto con el Prix de Diane. 25 potrancas lograron hacer doblete, ganando en ambas carreras. 
El récord de la Poule d'Essai des Pouliches lo ostenta Flotilla, con un tiempo de 1'34"77 en 2013.  
Debido a reformas en el hipódromo de ParisLongchamp, las ediciones de 2016 y 2017 tuvieron lugar en el hipódromo de Deauville-La Touques.

## Récords
Jockeys con más victorias (8):
- Freddy Head – Ivanjica (1975), Riverqueen (1976), Dancing Maid (1978), Three Troikas (1979), Silvermine (1985), Miesque (1987), Matiara (1995), Always Loyal (1997)

Entrenadores con más victorias (7 wins):
- Charles Semblat – Esmeralda (1942), Caravelle (1943), Palencia (1944), Corteira (1948), Coronation / Galgala (1949), Corejada (1950), Djelfa (1951)
- Christiane Head-Maarek – Three Troikas (1979), Silvermine (1985), Baiser Vole (1986), Ravinella (1988), Matiara (1995), Always Loyal (1997), Special Duty (2010)

Propietario con más victorias (8):
- Marcel Boussac – Esmeralda (1942), Caravelle (1943), Palencia (1944), Corteira (1948), Coronation / Galgala (1949), Corejada (1950), Djelfa (1951), Apollonia (1956)

## Palmarés desde 1970
| Año  | Ganadora           | País        | Padre            | Jockey               | Entrenador             | Proprietario                                                      | Segunda            | Tercera           | Tiempo   |
| ---- | ------------------ | ----------- | ---------------- | -------------------- | ---------------------- | ----------------------------------------------------------------- | ------------------ | ----------------- | -------- |
| 2024 | Rouhiya            | Francia     | Lope de Vega     | Maxime Guyon         | Francis-Henri Graffard | S.A. Aga Khan                                                     | Kathmandu          | Vespertilio       | 1'35"99  |
| 2023 | Blue Rose Cen      | Francia     | Churchill        | Aurélien Lemaître    | Christopher Head       | Yeguada Centurión                                                 | Lindy              | Sauterne          | 1'38"24  |
| 2022 | Mangoustine        | Francia     | Dark Angel       | Gérald Mossé         | Mikel Delzangles       | Infinity Nine Horses / Ecurie des Monceaux & Qatar Racing Limited | Cachet             | Times Square      | 1'35"72  |
| 2021 | Coeursamba         | Francia     | The Wow Signal   | Cristian Demuro      | Jean-Claude Rouget     | Abdullah Fahad Ah Al-Attiyah                                      | Mother Earth       | Kennella          | 1'39''28 |
| 2020 | Dream and Do       | Francia     | Siyouni          | Maxime Guyon         | Frédéric Rossi         | Haras du Logis-St Germain                                         | Speak to The Devil | Mageva            | 1'35"68  |
| 2019 | Castle Lady        | Francia     | Shamardal        | Mickaël Barzalona    | Henri-Alex Pantall     | Godolphin                                                         | Commes             | East              | 1'40"91  |
| 2018 | Teppal             | Reino Unido | Camacho          | Olivier Peslier      | David Simcock          | Jeque Mohammed Bin Khalifa Al Thani                               | Cœur de Beauté     | Wind Chimes       | 1'37"97  |
| 2017 | Précieuse          | Francia     | Tamayuz          | Olivier Peslier      | Fabrice Chappet        | Anne-Marie Hayes                                                  | Sea of Grace       | Heuristique       | 1'37"69  |
| 2016 | La Cressonnière    | Francia     | Le Havre         | Cristian Demuro      | Jean-Claude Rouget     | Gérard Augustin-Normand & Antonio Caro                            | Nathra             | Qemah             | 1'36"00  |
| 2015 | Ervedya            | Francia     | Siyouni          | Christophe Soumillon | Jean-Claude Rouget     | S.A. Aga Khan                                                     | Irish Rookie       | Mexican Gold      | 1'36"48  |
| 2014 | Avenir Certain     | Francia     | Le Havre         | Grégory Benoist      | Jean-Claude Rouget     | Antonio Caro & Gérard Augustin-Normand                            | Veda               | Xcellence         | 1'39"95  |
| 2013 | Flotilla           | Francia     | Mizzen Mast      | Christophe Lemaire   | Mikel Delzangles       | Jeque Mohammed Bin Khalifa Al Thani                               | Ésotérique         | Tasaday           | 1'34"77  |
| 2012 | Beauty Parlour     | Francia     | Deep Impact      | Christophe Soumillon | Élie Lellouche         | Écurie Wildenstein                                                | Up                 | Topeka            | 1'37"15  |
| 2011 | Golden Lilac       | Francia     | Galileo          | Olivier Peslier      | André Fabre            | Gestüt Ammerland                                                  | Glorious Sight     | Wild Wind         | 1'39"31  |
| 2010 | Special Duty       | Francia     | Hennessy         | Stéphane Pasquier    | Christiane Head-Maarek | Khalid Abdullah                                                   | Baine              | Joanna            | 1'37"40  |
| 2009 | Elusive Wave       | Francia     | Elusive City     | Christophe Lemaire   | Jean-Claude Rouget     | Martin Schwartz                                                   | Tamazirte          | Fantasia          | 1'39"87  |
| 2008 | Zarkava            | Francia     | Zamindar         | Christophe Soumillon | Alain de Royer-Dupré   | S.A. Aga Khan                                                     | Goldikova          | Halfway to Heaven | 1'35"20  |
| 2007 | Darjina            | Francia     | Zamindar         | Christophe Soumillon | Alain de Royer-Dupré   | S.A. Zahra Aga Khan                                               | Finsceal Beo       | Rahiyah           | 1’37"20  |
| 2006 | Tie Black          | Francia     | Machiavellian    | Jean-Bernard Eyquem  | François Rohaut        | Javier Gispert                                                    | Impressionnante    | Price Tag         | 1'36"60  |
| 2005 | Divine Proportions | Francia     | Kingmambo        | Christophe Lemaire   | Pascal Bary            | Familia Niarchos                                                  | Toupie             | Ysoldina          | 1'38"50  |
| 2004 | Torrestrella       | Francia     | Orpen            | Olivier Peslier      | François Rohaut        | Bernard Bargues                                                   | Grey Lilas         | Miss Mambo        | 1'35"70  |
| 2003 | Musical Chimes     | Francia     | In Excess        | Christophe Soumillon | André Fabre            | Maktoum Al Maktoum                                                | Maiden Tower       | Étoile Montante   | 1'36"00  |
| 2002 | Zenda              | Reino Unido | Zamindar         | Richard Hughes       | John Gosden            | Khalid Abdullah                                                   | Firth of Lorne     | Sophisticat       | 1'36"80  |
| 2001 | Rose Gypsy         | Irlanda     | Green Desert     | Michael Kinane       | Aidan O'Brien          | Michael Tabor & John Magnier                                      | Banks Hill         | Lethals Lady      | 1'36"70  |
| 2000 | Bluemamba          | Francia     | Kingmambo        | Thierry Jarnet       | Pascal Bary            | Ecurie Skymarc Farm                                               | Peony              | Alshakr           | 1'40"20  |
| 1999 | Valentine Waltz    | Reino Unido | Be My Guest      | Ray Cochrane         | John Gosden            | Kirby & Maher Syndicate                                           | Karmifira          | Calando           | 1'36"00  |
| 1998 | Zalaiyka           | Francia     | Royal Academy    | Gérald Mossé         | Alain de Royer-Dupré   | S.A. Aga Khan                                                     | Cortona            | La Nuit Rose      | 1'35"70  |
| 1997 | Always Loyal       | Francia     | Zilza            | Freddy Head          | Christiane Head-Maarek | Maktoum Al Maktoum                                                | Seebe              | Red Camellia      | 1'40"20  |
| 1996 | Ta Rib             | Reino Unido | Mr. Prospector   | Willie Carson        | Ed Dunlop              | Hamdan Al Maktoum                                                 | Shake The Yoke     | Sagar Pride       | 1'38"70  |
| 1995 | Matiara            | Francia     | Bering           | Freddy Head          | Christiane Head-Maarek | Écurie Aland                                                      | Carling            | Shaanxi           | 1'42"40  |
| 1994 | East of the Moon   | Francia     | Private Account  | Cash Asmussen        | François Boutin        | Stavros Niarchos                                                  | Agathe             | Belle Argentine   | 1'37"10  |
| 1993 | Madeleine's Dream  | Francia     | Theatrical       | Cash Asmussen        | François Boutin        | Allen E. Paulson                                                  | Ski Paradise       | Gold Splash       | 1'36"40  |
| 1992 | Culture Vulture    | Reino Unido | Timeless Moment  | Richard Quinn        | Paul Cole              | Christopher Wright                                                | Hydro Calido       | Guislaine         | 1'37"00  |
| 1991 | Danseuse du Soir   | Francia     | Thatching        | Dominique Bœuf       | Elie Lellouche         | Daniel Wildenstein                                                | Sha Tha            | Caerlina          | 1'38"60  |
| 1990 | Houseproud         | Francia     | Riverman         | Pat Eddery           | André Fabre            | Khalid Abdullah                                                   | Pont-Aven          | Gharam            | 1'38"50  |
| 1989 | Pearl Bracelet     | Francia     | Lyphard          | Alfred Gibert        | Roger Wojtowiez        | Ecurie Fustok                                                     | Pass The Peace     | Golden Opinion    | 1'37"10  |
| 1988 | Ravinella          | Francia     | Mr. Prospector   | Gary W. Moore        | Christiane Head-Maarek | Écurie Aland                                                      | Duckling Park      | Sacré Look        | 1'38"30  |
| 1987 | Miesque            | Francia     | Nureyev          | Freddy Head          | François Boutin        | Stavros Niarchos                                                  | Sakura Reiko       | Libertine         | 1'38"10  |
| 1986 | Baiser Volé        | Francia     | Foolish Pleasure | Guy Guignard         | Christiane Head-Maarek | Robert Sangster                                                   | Secret Form        | River Dancer      | 1'39"90  |
| 1985 | Silvermine         | Francia     | Bellypha         | Freddy Head          | Christiane Head-Maarek | Ghislaine Head                                                    | Top Socialite      | New Bruce         | 1'40"70  |
| 1984 | Masarika           | Francia     | Thatch           | Yves Saint-Martin    | Alain de Royer-Dupré   | S.A. Aga Khan                                                     | Boreale            | Speedy Girl       | 1'39"30  |
| 1983 | L'Attrayante       | Francia     | Tyrant           | Alain Badel          | Olivier Douieb         | Charles Thériot                                                   | Mystérieuse Étoile | Maximova          | 1'42"50  |
| 1982 | River Lady         | Francia     | Riverman         | Lester Piggott       | François Boutin        | Robert Sangster                                                   | Typhoon Polly      | Vidor             | 1'39"60  |
| 1981 | Ukraine Girl       | Francia     | Targowice        | Pat Eddery           | Robert Collet          | Meg Mullion                                                       | Star Pastures      | Ionian Raja       | 1'41"00  |
| 1980 | Aryenne            | Francia     | Green Dancer     | Maurice Philipperon  | John Fellows           | D. G. Volkert                                                     | Safita             | Princess Lida     | 1'43"60  |
| 1979 | Three Troikas      | Francia     | Lyphard          | Freddy Head          | Christiane Head-Maarek | Ghislaine Head                                                    | Nonoalca           | Waterway          | 1'46"00  |
| 1978 | Dancing Maid       | Francia     | Lyphard          | Freddy Head          | Alec Head              | Jacques Wertheimer                                                | Fruhlingstag       | A Thousand Stars  | 1'45"30  |
| 1977 | Madelia            | Francia     | Caro             | Yves Saint-Martin    | Angel Penna            | Daniel Wildenstein                                                | Beaune             | Durtal            | 1'39"90  |
| 1976 | Riverqueen         | Francia     | Luthier          | Freddy Head          | Christian Datessen     | Ghislaine Head                                                    | Suvanee            | Skys Sunny        | 1'38"60  |
| 1975 | Ivanjica           | Francia     | Sir Ivor         | Freddy Head          | Alec Head              | Jacques Wertheimer                                                | Nobiliary          | Broadway Dancer   | 1'38"40  |
| 1974 | Dumka              | Francia     | Kashmir          | Alain Lequeux        | Jacques de Chevigny    | C. Bauer                                                          | Hippodamia         | Curtain Bow       | 1'47"50  |
| 1973 | Allez France       | Francia     | Sea-Bird         | Yves Saint-Martin    | Albert Klimscha        | Daniel Wildenstein                                                | Princess Arjumand  | Dahlia            | 1'44"60  |
| 1972 | Mata Hari          | Francia     | Orsini           | Jean Cruguet         | Angel Penna            | Comtesse Batthyany                                                | Bisaltis           | If                | 1'44"70  |
| 1971 | Bold Fascinator    | Francia     | Bold Lad         | Bill Williamson      | John Fellows           | Wendell Rosso                                                     | Malva              | Tawny Owl         | 1'39"70  |
| 1970 | Pampered Miss      | Francia     | Sadair           | Maurice Philipperon  | John Cunnington Jr.    | Nelson Bunker Hunt                                                | Prudent Miss       | Popkins           | 1'40"60  |

## Ganadoras anteriores
| - 1883 - Stockholm - 1884 - Yvrande - 1885 - Barberine - 1886 - Sakountala - 1887 - Ténébreuse - 1888 - Widgeon - 1889 - May Pole - 1890 - Wandora - 1891 - Primrose - 1892 - Kairouan - 1893 - Tilly - 1894 - Calcéolaire - 1895 - Andrée - 1896 - Riposte - 1897 - Roxelane - 1898 - Polymnie - 1899 - Sesara - 1900 - Semendria - 1901 - La Camargo - 1902 - Kizil Kourgan - 1903 - Rose de Mai | - 1904 - Xylène - 1905 - Princesse Lointaine - 1906 - Saïs - 1907 - Madree - 1908 - Sauge Pourprée - 1909 - Ronde de Nuit - 1910 - Vellica - 1911 - Bolide - 1912 - Porte Maillot - 1913 - Banshee - 1914 - Diavolezza - 1915-18 - no se disputó - 1919 - Galejade - 1920 - Flowershop - 1921 - Nephthys - 1922 - Frisky - 1923 - Anna Bolena - 1924 - Rebia - 1925 - La Dame de Trèfle - 1926 - Mackwiller - 1927 - Fairy Legend | - 1928 - Roahouga - 1929 - Poésie - 1930 - Rose Thé - 1931 - Pearl Cap - 1932 - Ligne de Fond - 1933 - Bipearl - 1934 - Mary Tudor - 1935 - The Nile - 1936 - Blue Bear - 1937 - Colette Baudoche - 1938 - Féerie - 1939 - Yonne - 1940 - no se disputó - 1941 - Longthahn - 1942 - Esméralda - 1943 - Caravelle - 1944 - Palencia - 1945 - Nikellora - 1946 - Real - 1947 - Imprudence - 1948 - Corteira | - 1949 - Coronation / Galgala (empate) - 1950 - Corejada - 1951 - Djelfa - 1952 - Pomaré - 1953 - Hurnli - 1954 - Virgule - 1955 - Dictaway - 1956 - Apollonia - 1957 - Toro - 1958 - Yla - 1959 - Ginetta - 1960 - Timandra - 1961 - Solitude - 1962 - La Sega - 1963 - Altissima - 1964 - Rajput Princess - 1965 - La Sarre - 1966 - Right Away - 1967 - Gazala - 1968 - Pola Bella - 1969 - Koblenza |